# Huigsloot
Huigsloot est un hameau de la commune néerlandaise de Haarlemmermeer, dans la province de la Hollande-Septentrionale. Il est situé dans le sud-est du polder, sur le Ringvaart, entre Buitenkaag et Vredeburg.
Avant la création du polder du Haarlemmermeer, Huigsloot formait un isthme dans le lac. Cet isthme fut coupé de la terre environnante par la construction du canal de Ringvaart, formant ainsi une parcelle d'ancienne terre au sein du polder. La route de Huigsloot à Abbenes suit à peu près le centre de l'ancienne isthme.

## Source
- (nl) Cet article est partiellement ou en totalité issu de l’article de Wikipédia en néerlandais intitulé « Huigsloot » (voir la liste des auteurs).